# Herigonius (cratère)
Herigonius est un petit cratère d'impact lunaire, localisé dans la partie sud de l'océan Procellarum, au nord est du cratère Gassendi. Herigonius est circulaire, avec un mur intérieur, plus proche vers le nord est. À l'intérieur du mur intérieur, son plancher couvre la moitié du diamètre. À 60 kilomètres à l'ouest d'Herigonius une rille sinueuse porte le nom de « Rima Herigonius ». Ce cleft de 100 kilomètres court dans la direction nord sud avant de s'incurver de l'est au nord.

## Satellites
| Herigonius | Latitude | Longitude | Diamètre |
| ---------- | -------- | --------- | -------- |
| E          | 13.8° S  | 35.6° W   | 7 km     |
| F          | 15.5° S  | 35.0° W   | 5 km     |
| G          | 15.3° S  | 32.4° W   | 3 km     |
| H          | 17.0° S  | 33.2° W   | 4 km     |
| K          | 12.8° S  | 36.4° W   | 3 km     |